# Julio Barroso
Pour les articles homonymes, voir Barroso.
Julio Alberto Barroso est un footballeur argentin et naturalisé chilien né le 16 janvier 1985 à San Martín. Il évolue au poste de défenseur.